# En fløjtespiller fortæller - om fem fjender
En fløjtespiller fortæller - om fem fjender er en dansk dokumentarfilm fra 2008, der er instrueret af Maiken Enggaard og Lotte Bach.

## Handling
Filmen følger livet i den lille landsby Mogue i Panama, hvor de oprindelige Emberá-indianere har levet gennem mange generationer. Landsbyen ligger dybt inde i regnskoven med floden som eneste forbindelse til omverdenen. Indianernes uberørte liv og omgivelser bliver i stigende grad truet af modstandere udefra i form af hotelmagnater, oliekoncerner, guldgravere, træindustrien osv. Emberá-indianerne kæmper i dag sammen med deres tidligere fjende, Kuna-indianerne, for at bevare den enestående natur, videreføre de unikke traditioner og ikke mindst slås de for at sikre yngre generationer en værdig fremtid.